# Břetislav Dolejší
Břetislav Dolejší (ur. 26 września 1928, zm. 28 października 2010) – piłkarz czeski grający na pozycji bramkarza. W swojej karierze rozegrał 19 meczów w reprezentacji Czechosłowacji.

## Kariera klubowa
W swojej karierze piłkarskiej Dolejší grał między innymi w klubach Dukla Praga i Slavia Praga.

## Kariera reprezentacyjna
W reprezentacji Czechosłowacji Dolejší zadebiutował 14 września 1952 w zremisowanym 2:2 towarzyskim meczu z Polską. W 1958 roku został powołany do kadry na mistrzostwa świata w Szwecji. Na tym turnieju wystąpił w czterech meczach: z Irlandią Północną (0:1), z RFN (2:2), z Argentyną (6:1) i z Irlandią Północną (1:2). Od 1952 do 1958 roku rozegrał w kadrze narodowej 19 meczów.